# Клегер
Клегер (фр. Cléguer) насеље је и општина у северозападној Француској у региону Бретања, у департману Морбијан која припада префектури Лорјен.
По подацима из 2011. године у општини је живело 3298 становника, а густина насељености је износила 102,58 становника/km². Општина се простире на површини од 32,15 km². Налази се на средњој надморској висини од 50 метара (максималној 107 m, а минималној 2 m).

## Демографија
| 1962. | 1968. | 1975. | 1982. | 1990. | 1999. | 2011. |
| ----- | ----- | ----- | ----- | ----- | ----- | ----- |
| 1.640 | 1.798 | 1.922 | 2.946 | 3.009 | 3.061 | 3.298 |

График промене броја становника у току последњих година